# Schloss Wülflingen

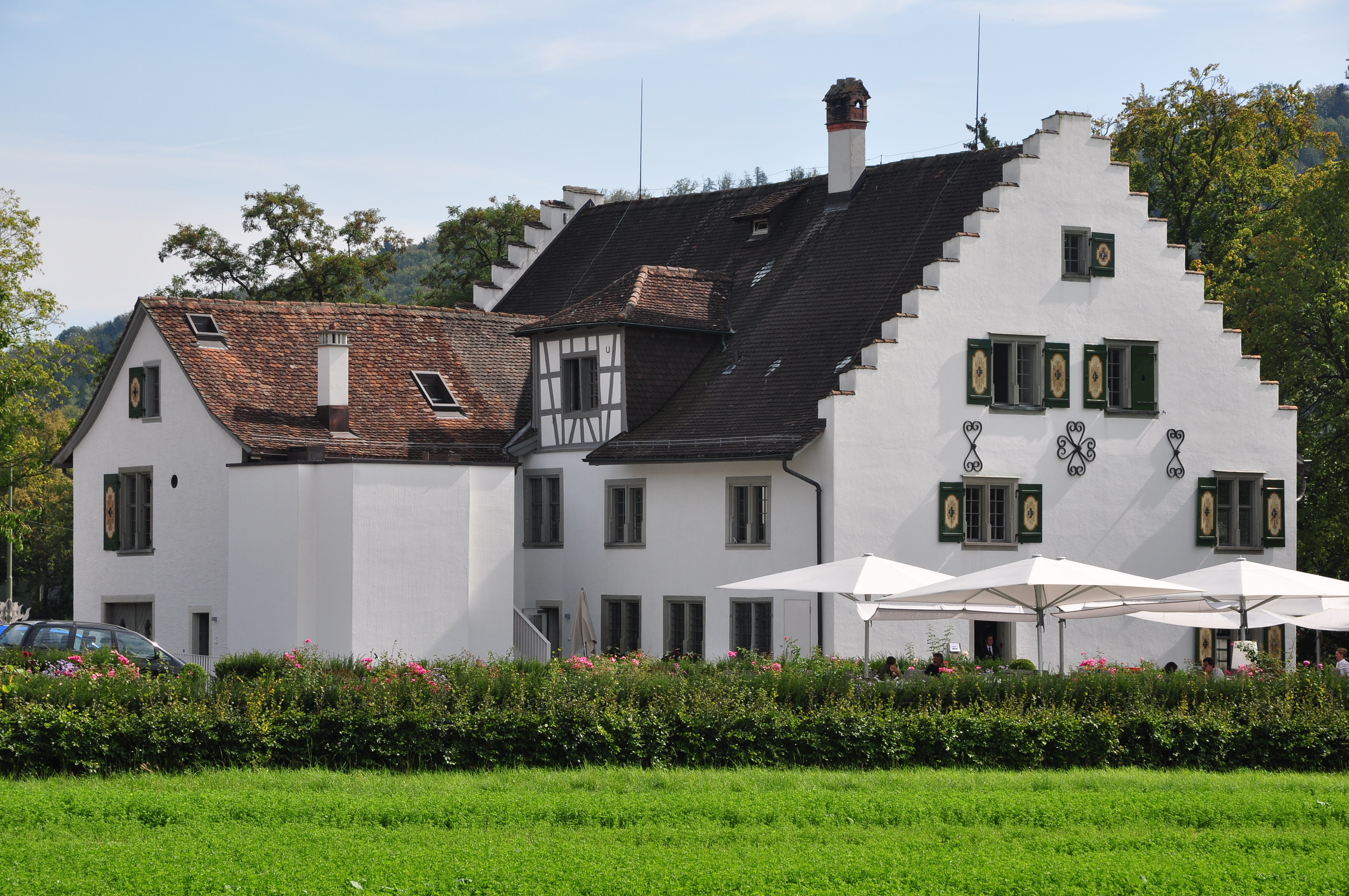
Schloss Wülflingen

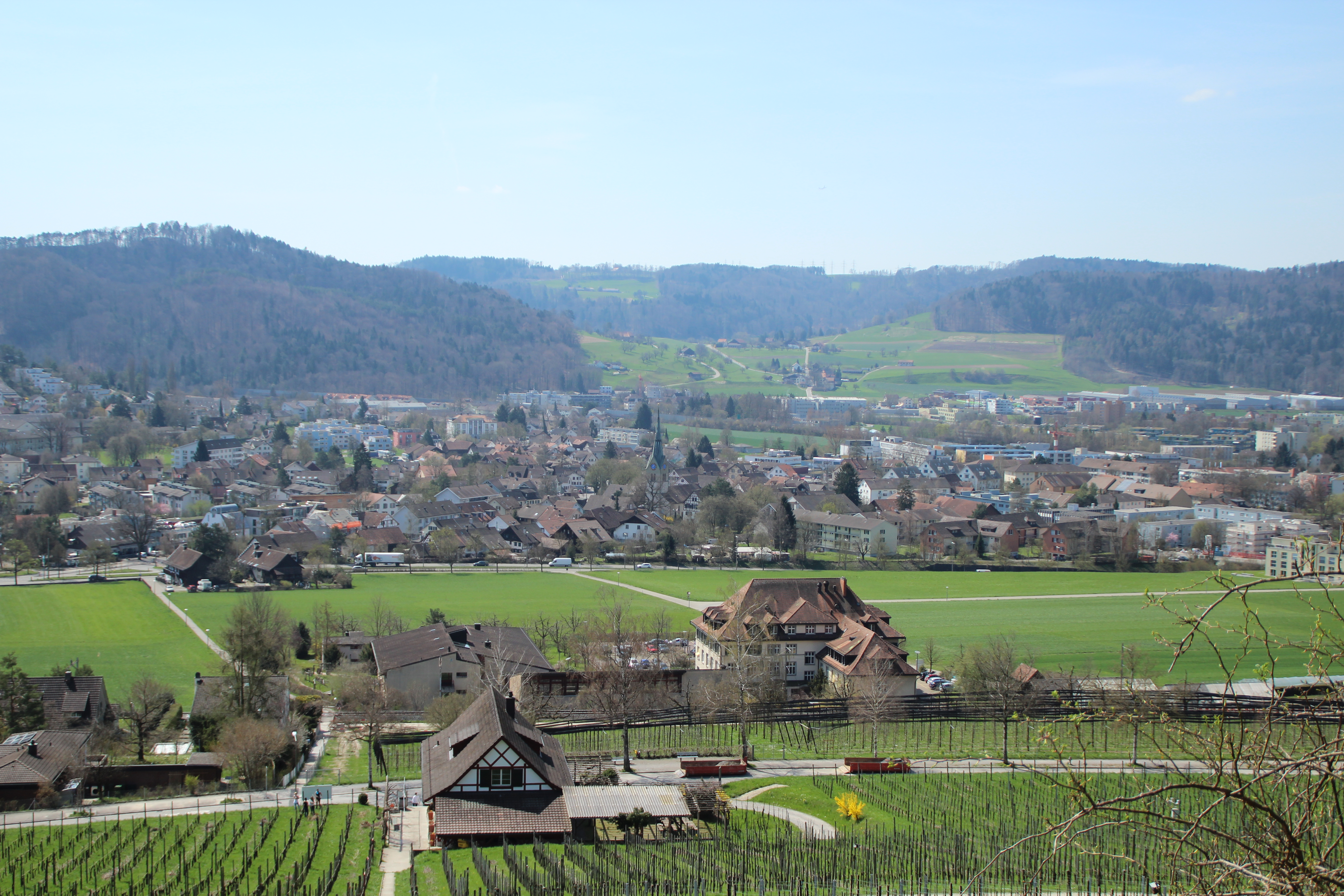
Das Schloss mit Wülflingen

Das Schloss Wülflingen ist ein Schloss in der Stadt Winterthur im Kanton Zürich. Es liegt am östlichen Rand der heute eingemeindeten Ortschaft Wülflingen und ist als Kulturgut von nationaler Bedeutung eingestuft.

## Geschichte

### Herrschaft Wülflingen

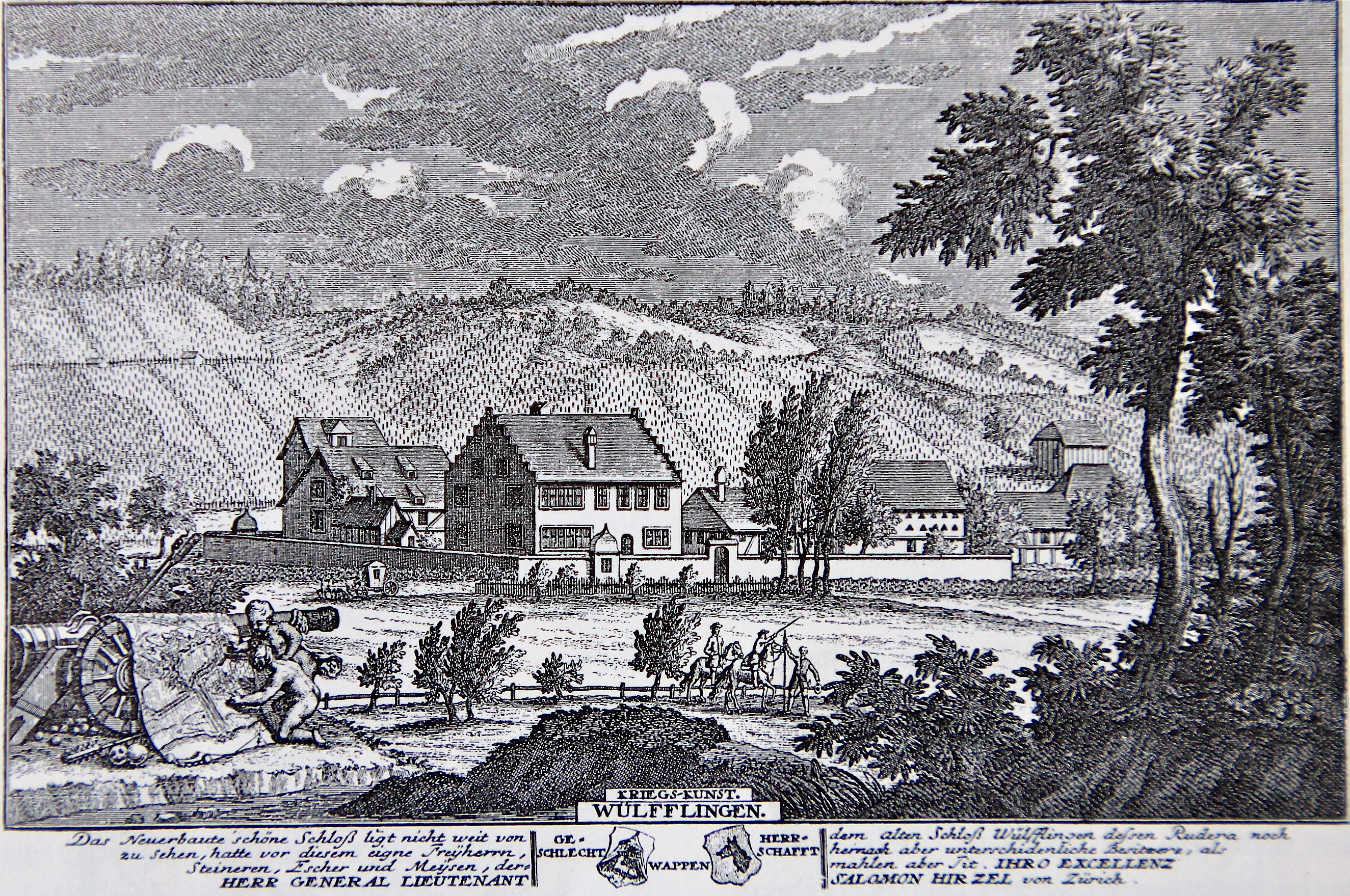
Stich von David Herrliberger, 1754

Das Schloss wurde 1644 von Hans Hartmann Escher vom Luchs gebaut. Er war Besitzer der Herrschaft Wülflingen-Buch und wohnte seit 1634 auf der Burg Alt-Wülflingen. 1655 zog er in das neue Schloss Wülflingen. 1677 verkaufte Hartmann Eschers Tochter Margareta von Meiss (1636–1678) das Wirtshaus, die Metzgerei und die Ziegelhütte an den Ziegler Heinrich Ringger von Hauptwil.
Nach dem Tod der Mutter im Jahre 1682 teilen sich die Geschwister das Erbe und Hans Hartmann Meiss wurde alleiniger Besitzer der Herrschaft Wülflingen-Buch. Von 1711 bis 1717 amtete er als Landvogt auf der Kyburg. 1730 wurde der nördliche Anbau errichtet. 1734 übernahm Brigadier Salomon Hirzel, der Schwiegersohn von Hartmann Meiss, das Schloss und die Herrschaft durch Auskauf der übrigen Erben. 
Nach dem Tod des Vaters im Jahr 1755 erbten die drei Söhne die Herrschaft Wülflingen. Nach Streitigkeiten übernahm der mittlere Sohn, Oberst Salomon Hirzel (1719–1791), die Herrschaft und zahlte seine Brüder aus. 1767 verkaufte Hirzel das Schloss samt Baumgarten und Ziegelhütte an Schultheiss Johannes Sulzer. Im gleichen Jahr wurde das Schloss renoviert. 1796 erbte die Enkelin des Schultheissen, Anna-Maria Sulzer, das Schlossgut. 1832 wurde David Sulzer im Wirtschaftsverzeichnis erstmals als Betreiber einer Weinschenke im Schloss verzeichnet. 1846 wurde Heinrich Müller (1810–1878) Eigentümer des Schlosses. Er war verheiratet mit Helene Sulzer (1808–1876), der Tochter von David und Anna-Maria Sulzer. Ein auf dem Schloss geborener Sohn der Eheleute war der Historiker Johann Jakob Müller. 1880 erbte David-Friedrich Müller-Bodmer das Schloss und führte eine Gaststätte.

### Spätere Nutzung
1906 erwarb die Zürcher Firma A. Klingler-Huber zu Spekulationszwecken das Schloss und die Nebengebäude; geplant war ein Verkauf von Teilen der Innenausstattung. Im selben Jahr wurde das Komitee zur Erhaltung des Schlosses gegründet. Die Genossenschaft Schloss Wülflingen kaufte das Schloss zu einem Preis von Fr. 85'000 zusammen mit der Gottfried-Keller-Stiftung, welche Fr. 35'000 dazu beisteuerte. Die Ausstattung der Gerichtsstube, der Herrenstube und der Oberen Gaststube ist bis heute im Eigentum der Stiftung.
1907–1908 wurden die Gerichtsstube, das Herrenzimmer und die Hallen renoviert. 1910 erwarb die Stadt Winterthur das Umland, um es vor einer drohenden Überbauung zu bewahren. Die Genossenschaft trat das Schloss Wülflingen 1911 an die Stadt Winterthur ab und löste sich auf. Die Gottfried Keller-Stiftung blieb Miteigentümerin. 1948 wurden die Malereien in der Gerichtsstube restauriert. 1957 wurden das Schloss erneut renoviert und die Malereien in der Gerichtsstube restauriert. Gastwirtschaft und Landwirtschaft wurden getrennt. 
Mit Regierungsratsbeschluss des Kantons Zürich vom 30. September 1980 wurde das Schloss Wülflingen mit Waschhaus und Scheunen in die Liste der kunst- und kulturhistorischen Schutzobjekte von überkommunaler Bedeutung der Stadt Winterthur aufgenommen. 2001 und 2002 wurden Fassaden und Dach renoviert. Die letzte Renovierung erfolgte 2007/2008 und kostete 8 Millionen Franken. Heute ist das Schloss ein Restaurant der gehobenen Klasse.